# Champs Phlégréens
Pour les articles homonymes, voir Champs Phlégréens de la mer de Sicile et Champs.
Les champs Phlégréens (en italien, campi Flegrei) sont une région volcanique située dans le golfe de Pouzzoles, au nord-ouest de Naples (Italie). Ils correspondent à l'un des supervolcans les plus actifs du monde.

## Étymologie
Le nom de cette zone vient du grec ancien Φλεγραῖα πεδία, de φλεγραῖος, « brûlant », adjectif dérivé du verbe φλέγειν‚ « brûler » (en latin Phlegraei campi ; en italien, campi Flegrei) et signifie « champs brûlants ». 
Cette appellation n'est pas réellement due à l'activité volcanique, qui était calme à l'époque et depuis plus de 1 500 ans, mais plutôt aux nombreux phénomènes hydrothermaux (fumerolles et sources chaudes) qui furent exploités à l'époque de la Rome antique.

## Géographie

### Situation géographique
Cette zone est située en bordure du golfe de Pouzzoles, dans le nord-ouest de la baie de Naples, en Campanie (Italie). Elle se situe à seulement 9 km à l'ouest de la ville de Naples.
Aujourd'hui, on y retrouve notamment les villes de Pouzzoles et de Cumes. Plus de 500 000 personnes vivent à l'intérieur même de la caldeira, et près de 1,5 million de personnes vivent à l'intérieur ou à proximité.

### Topographie

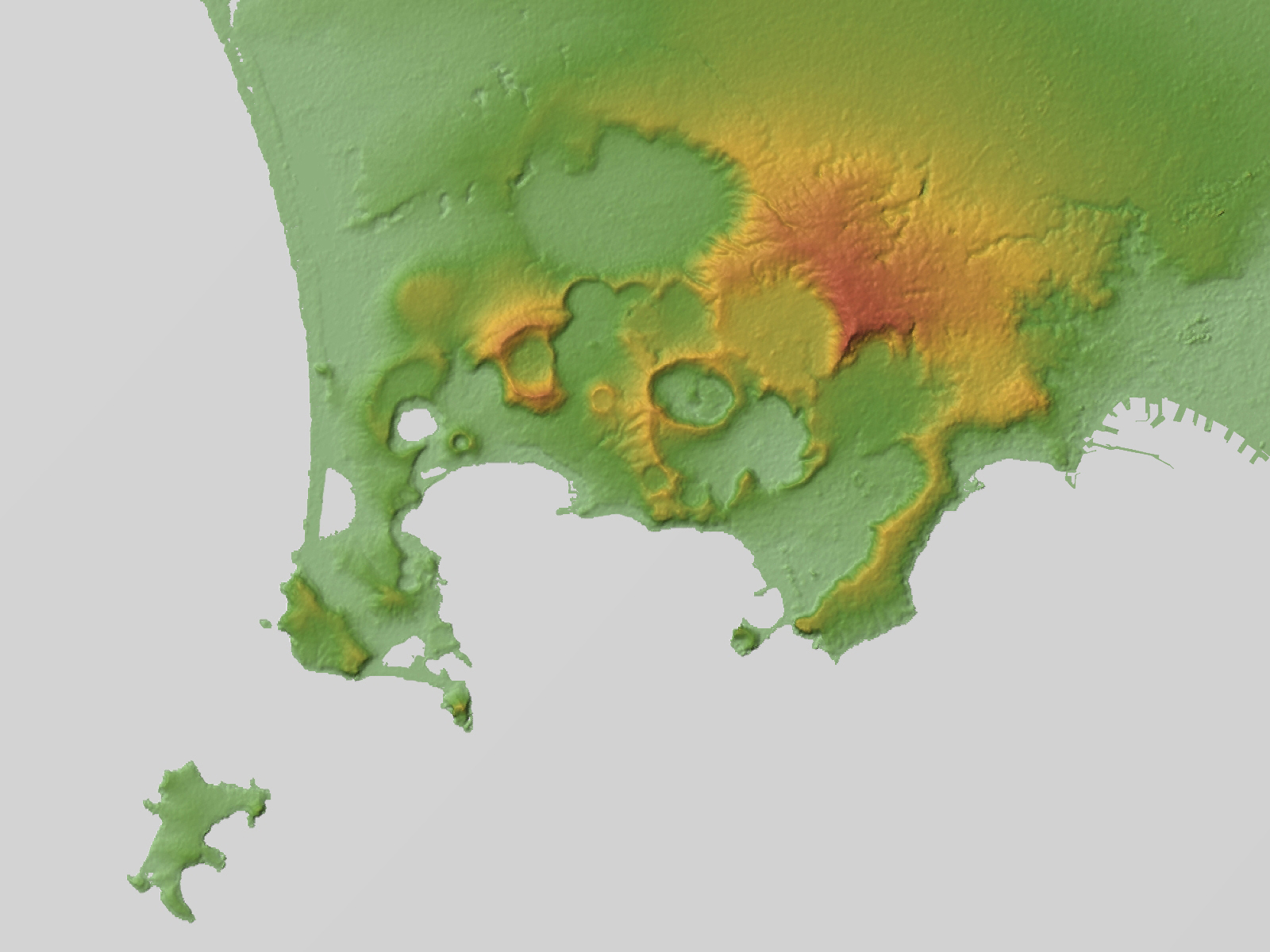
Modèle numérique de terrain des Champs Phlégréens.

C'est une caldeira formée au cours de deux éruptions majeures, il y a 36 000, puis 14 000 ans. Cette zone se caractérise par la présence de très nombreux cônes et cratères volcaniques, ainsi que de phénomènes thermaux, tels que sources chaudes et fumerolles.
La bordure de la caldeira est encore visible dans sa partie septentrionale, mais la partie méridionale est en grande partie immergée dans le golfe de Pouzzoles, bien qu'il demeure le monte di Procida au niveau du cap Misène.
À l'intérieur de la caldeira, le cratère de la Solfatare présente de nombreux phénomènes hydrothermaux, dont des fumerolles et des puits de boue bouillonnante.
Il existe de nombreux cônes et anneaux de tuf au sein de la caldeira, tels que l'Astroni, le mont Barbaro (aussi appelé Monte Gauro), le Picharelli, le cône du cap Misène, celui de l'île Nisidia, l'anneau de Bacoli ou le cratère contenant le lac Averne.

## Histoire géologique

### Contexte tectonique
À l'échelle des plaques tectoniques, les causes de ce volcanisme s'apprécient dans le cadre du rapprochement entre l'Europe et l'Afrique. Le contexte tectonique de la formation des champs Phlégréens est complexe et lié à la subduction de la plaque adriatique sous l'Italie vers l'ouest. Cette ancienne zone de subduction, maintenant bloquée, est visible sous les Apennins par les méthodes géophysiques.
Bien que les laves ne soient pas minéralogiquement et chimiquement typiques d'une subduction, ce volcanisme est donc défini comme un magmatisme de subduction.

### Activité ancienne

#### Avant la formation de la caldeira
Entre 42 000 et 35 000 ans avant notre ère, la zone était caractérisée par des bancs de piperno et de tuf gris avec des inclusions de piperno qui sont encore visibles sur la colline de Camaldoli, comme dans la dorsale septentrionale et occidentale de Cumes ou dans les strates profondes de Monte di Procida visibles dans les falaises sur la côte.
Dans cette période, on parle de volcan Archiflegréen qui eut une activité volcanique explosive dont le maximum fut l'explosion qui a disséminé sur une bonne partie de la Campanie l'ignimbrite campanienne et qui porta à l'effondrement l'ancienne caldeira (39 000 ans AP).

#### Formation de la caldeira
Il y a 39 000 ans, un épisode explosif intense produisit entre 80 et 150 km3 de matériel volcanique de composition trachytique (« tuf gris » campanien, une ignimbrite). La caldeira se forme à la suite de cet évènement, qui pourrait avoir contribué à l'extinction de l'Homme de Néandertal. En effet, comme en témoignent de nombreux dépôts de cendres, cette explosion a plongé en hiver volcanique tout l’Est de l'Europe et l'Asie du Sud-Ouest, c'est-à-dire la plus grande partie de leur habitat.
Puis, il y a 14 000 ans, une deuxième série d'explosions mit en place entre 10 et 30 km3 de matériel volcanique nommé tuf jaune napolitain,.

#### Après la formation de la caldeira
Depuis, la région a connu des périodes d'intense activité, séparées par de très longues périodes de repos s'étendant généralement sur plusieurs millénaires.
La dernière période explosive importante a eu lieu entre 4 500 et 3 700 AP. Elle a donné naissance à des dômes de lave et des éruptions phréatiques. 
L'éruption la plus récente a débuté le 29 septembre 1538, sur la rive est du lac Averne. Elle a donné naissance à un monticule de cendres et de ponces de 130 m de hauteur, le monte Nuovo. Elle s'est achevée le 6 octobre suivant, après une dernière explosion qui tua vingt-quatre personnes qui gravissaient les pentes du monte Nuovo.

### Activité récente

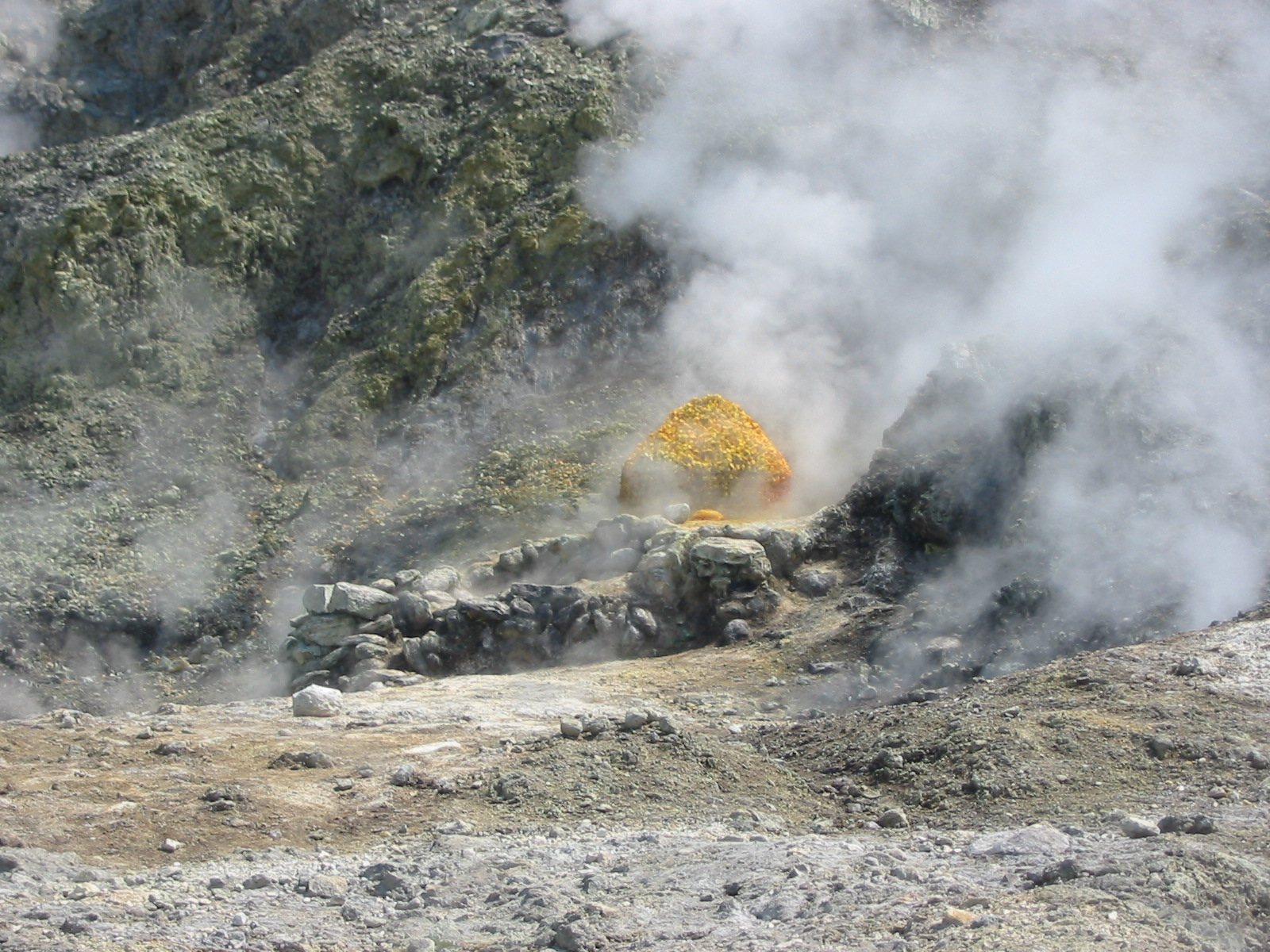
La Solfatare des champs Phlégréens.

L'un des principaux cratères des champs Phlégréens est la Solfatare.
Le niveau du sol dans la région des champs Phlégréens s'est élevé, par un phénomène de bradyséisme, d'environ 2 m depuis 1970. En 1982 et 1984, 40 000 personnes ont dû être évacuées de Pouzzoles par prudence à la suite d'un regain d'activité de la zone. Le niveau du sol est redescendu après cette phase dans les années 1980, avant que l'élévation du sol ne reprenne à partir de 2005. En 2009, un forage de 4 000 mètres aurait dû être effectué mais le maire de Naples l'a interdit pour des raisons de sécurité.
En septembre 2016, une étude menée par des chercheurs de l'UCL (University College London) et l'observatoire du Vésuve (publiée en mai 2017 dans Nature Communications) suggère qu'une éruption pourrait être plus proche qu'on ne le pensait,,,,. Elle montre que les hausses du niveau du sol depuis les années 1950 ont un effet cumulatif. L'augmentation récente des teneurs en monoxyde et dioxyde de carbone dans les fumerolles indique une élévation des températures et donc une accumulation d'énergie dans la croûte. 
En 2023, plus de 5 000 séismes sont enregistrés allant jusqu'à une magnitude de 4,2 — la plus forte secousse depuis 1985 — et 4,4 en 2024 parmi un essaim sismique de 49 tremblements de terre, le plus puissant de ces 40 dernières années ; l'accélération du soulèvement du sol et l'augmentation des émissions de gaz indiquent un regain d'activité, vraisemblablement d'origine volcanique,. Cependant, ces phénomènes ne constituent pas de preuve d'une remontée de magma, si bien que la probabilité d'une éruption demeure très faible,,.

### Documentaire
- 2018 : Naples, le réveil des volcans, documentaire franco-britannique